# Bitwa koło Aładży
Bitwa koło Aładży – starcie zbrojne, które miało miejsce we wrześniu i październiku 1877 oraz od 9 października 1877, na kaukaskim teatrze działań wojennych, w czasie wojny rosyjsko-tureckiej (1877–1878) o górę Aładża na płaskowyżu Karskim w rejonie na wschód od Karsa,  pomiędzy wojskami tureckimi pod dowództwem Muhtar Paszy (ok. 37–38 tys. żołnierzy i 74 działa) a wojskami rosyjskimi pod dowództwem gen. Michaiła Loris-Mielikowa (56 tys. żołnierzy i 220 dział).

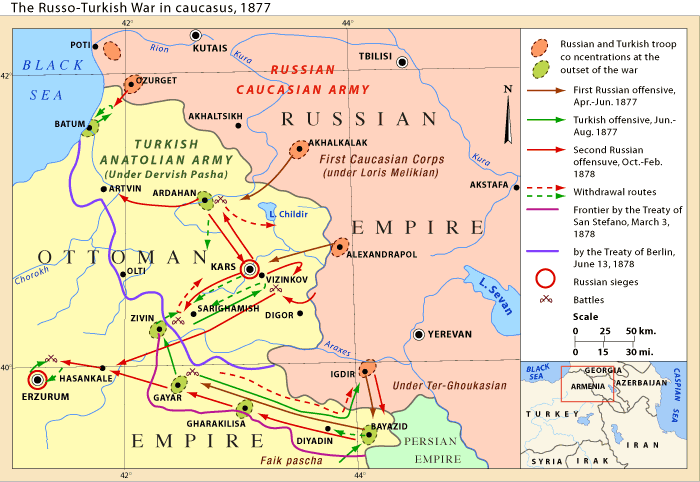
Działania zbrojne w rejonie Kaukazu

Po niepowodzeniach pod Ziwina i Dajara w czerwcu 1877 Korpus Kaukaski pod dowództwem gen. M.T. Loris-Mielikowa pod działaniem przystępujących do natarcia Turków zdjął swoje wojska z okrążenia twierdzy Kars i wycofał się do Aleksandropola, zajmując pozycje Kiuruk-Dora, Baszkadyklar. Główne siły tureckie pod dowództwem Muhtar Paszy 19 lipca zajęły wzgórza Aładżinskie. 20 września Loris-Melikow otrzymał wzmocnienie sił Korpusu Kaukaskiego. Podporządkowano mu 1 Dywizję Grenadierów. Na koniec września Melikow dysponował 60 batalionami piechoty, 90 szwadronami kawalerii i 220 działami. Siły te miały być użyte przeciw umocnionym pozycjom Muhtara Paszy. W okresie 20–22 września Rosjanie przeprowadzili szereg ataków na Wzgórza Aładżyńskie. Prawe skrzydło Rosjan przesunęło się do przodu, ale w nocy 27 września Turcy wycofali się z pozycji przednich. Opuszczone pozycje zajęli Rosjanie. Żeby nie pozwolić Muhtarowi wycofania się do twierdzy Kars rozpracowano nowy plan natarcia. Kolumna okrążająca pod dowództwem gen. Łazariewa miała przez Ditor przeciąć drogi marszu Muhtara. Pozostałe oddziały rosyjskie miały Muhtara atakować od czoła. Próby natarcia wojsk rosyjskich w dniach 1–4 października były odbijane kontrnatarciami Turków. Muhtar z czterema batalionami wycofał się 3 października z Karsu do Ziwinu. Rosjanie stracili ok. 3 700 żołnierzy, Turcy ok. 4 700.
9 października wojska rosyjskie przeszły ponownie do natarcia próbując obejść wojska tureckie na prawym skrzydle i wyjść na  umocnione pozycje na górze Aładża. W bitwie pod Awlijar-Aładża 15 października oddział gen. I.D. Łazariewa rozbił wojska tureckie i szturmem zajął górę, co zerwało plan turecki wycofania się do Karsu i doprowadziło do okrążenia prawoskrzydłowego zgrupowania Turków. Armia turecka została rozbita. Ocalałe po bitwie oddziały tureckie zbiegły do Karsu.  Turcy stracili 5–6 tys. zabitych i rannych, 8,5 tys. dostało się do niewoli, a 3-4 tysięcy uciekło z pola walki. Rosjanie stracili ok. 1,5 tys. żołnierzy. 25 października Rosjanie znowu okrążyli Kars i zdobyli go szturmem 18 listopada.
W bitwie był po raz pierwszy w rosyjskiej armii wykorzystany telegraf w dowodzeniu.